# 인천서부소방서
인천서부소방서(仁川西部消防署, Incheon Seobu Fire Station)는 인천광역시 서구를 관할하는 인천광역시 소방본부 산하의 소방서이다.
소방서장은 소방정으로 보한다.

## 연혁
- 1992년 12월 1일: 인천서부소방서 개서
- 2008년 10월 13일: 인천강화소방서 분리

## 조직
| - 소방행정과 - 행정팀 - 예산장비팀 | - 예방안전과 - 예방총괄팀 - 안전지도팀 - 홍보교육팀 | - 대응구조구급과 - 대응관리팀 - 구조구급팀 | - 현장대응단 - 지휘조사팀 - 안전보건팀 |

## 관할센터 및 관할구역
인천서부소방서는 9개의 119안전센터와 2개의 구조대를 산하에 두고 있다.
| 명칭                            | 사진 | 주소             | 관할구역                            | 지역대 |
| ------------------------------- | ---- | ---------------- | ----------------------------------- | ------ |
| 연희119안전센터                 |      | 서곶로 292       | 연희동                              |        |
| 가좌119안전센터                 |      | 백범로678번길 17 | 가좌2·3·4동                         |        |
| 신현119안전센터                 |      | 가정로 333-1     | 가정1·2·3동, 신현원창동 일부        |        |
| 석남119안전센터                 |      | 석남로 102       | 석남1·2·3동, 가좌1동                |        |
| 검단119안전센터                 |      | 완정로 191       | 검단동 일부, 오류왕길동 일부        |        |
| 오류119안전센터                 |      | 검단로           | 오류왕길동 일부, 검단동 일부        |        |
| 검암119안전센터                 |      | 승학로 474       | 검암경서동                          |        |
| 원당119안전센터                 |      | 원당대로 881     | 불로대곡동, 원당동                  |        |
| 청라119안전센터                 |      | 청라한내로 77    | 청라1·2·3동                         |        |
| 인천서부소방서 119구조대        |      | 서곶로 292       | 인천광역시 서구 일원                |        |
| 인천서부소방서 정서진수난구조대 |      | 정서진로 623     | 경인아라뱃길 인천터미널~벌말교 구간 |        |

## 같이 보기
- 대한민국 소방청
- 대한민국의 소방
- 소방관 계급